# Navascués
Navascués (cooficialmente en euskera: Nabaskoze) —formalmente Almiradío de Navascués (en euskera Nabaskoze almiradioa o Nabaskoze almiranterria)—  es un almiradío y municipio español de la Comunidad Foral de Navarra. Está situado en la merindad de Sangüesa, en la comarca de Roncal-Salazar. Su población en 2024 era de 116 habitantes (INE).
El almiradío se divide en tres concejos: Aspurz, Navascués y Ustés, este último integrado por los lugares habitados de Ustés y Racas Alto.
Su gentilicio es navascuesino/a o nabaskoztarra, este último tanto en masculino como en femenino.

## Toponimia
El significado del nombre de Navascués es probable que sea lugar propiedad de una persona llamada Navasc. De Navasc + ués, siendo el primer elemento un nombre de persona no identificado y el segundo un sufijo que indica propiedad.
El filólogo alemán Gerhard Rohlfs menciona los nombres de persona Navus y Navos, bastante comunes en la Galia e Hispania. Tampoco se puede perder de vista la voz naba que significa gran llanura próxima a las montañas, vertiente o barranco.
Existe un despoblado cerca de la localidad oscense de Biniés llamado Navascués que aparece en documentación medieval como Navascos, Nauascos, Navascuasse, Nauascuasy y Nauasques. Conviene fijarse también en la localidad Navaz perteneciente al municipio de Juslapeña que es citada en documentos del siglo XIII como Navazco y la de Navaz perteneciente al municipio de Lesaca que, quizá, puedan guardar relación con el nombre de la capital del almiradío.
La localidad posee un nombre en euskera, Nabaskoze, y otro romance, Navascués.
El nombre del municipio aparece en documentos antiguos de la siguiente manera: Nabascosse (siglo X, NEN); Nabascues (1591, NEN); Nabaskorre; Nabasquassi (1025, NEN); Nauascoes, Nauascos (1185, 1192, NEN); Nauascos (1015, 1071, 1104, 1085, 1107, NEN); Nauascoss (1014, NEN); Nauascosse (1055, NEN); Nauaschos (1254, NEN); Nauascoes (1015, 1068, 1079, 1366, NEN); Nauascuesse (1057, NEN); Navascos (1080, 1185, NEN); Navascuhes (1268, NEN); Navascues (1280, 1428, NEN).

## Símbolos

### Escudo
El escudo de armas del almiradío de Navascués tiene el siguiente blasón:

Cuartelado: primero de gules, las cadenas de Navarra; segundo y tercero, de azur, dos flores de lis de oro, y cuarto, de plata, una cruz de Santiago, de gules

Este es el blasón que en 1917, Santiago Otero Enríquez, marqués de Hermosilla, cita en su obra «Genealogía de la Casa de Navascués» como «las armas que tiene la villa de Navascués y que podían usar todos los naturales y originarios de ella».
Navascués, como cabeza del de su nombre, usa otro escudo que figuraba en la bandera de guerra, el cual tiene el siguiente blasón:

Un castillo de tres torres, sumado en jefe de un sotuer, partido de oro y tres bandas de gules.
 

## Geografía

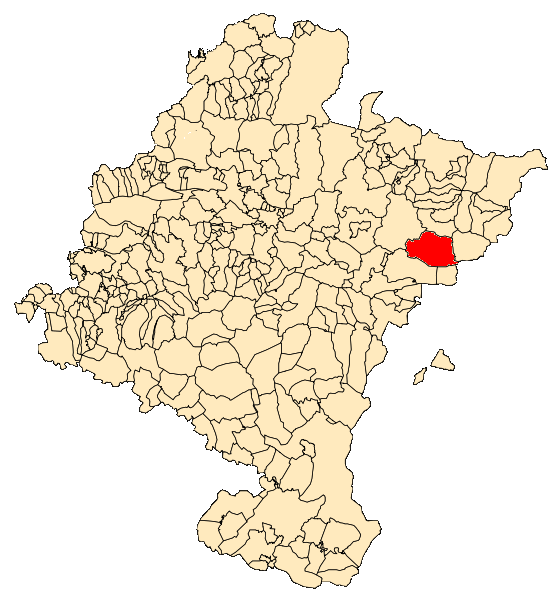
Situación del municipio de Navascués en Navarra.

El almiradío de Navascués está situado en la parte oriental de la Comunidad Foral de Navarra. Su capital Navascués tiene una altitud de 636 m sobre el nivel del mar. Su término municipal tiene una superficie de 96,02 km² y limita al norte con los municipios de Urraúl Alto y Gallués, al este con los de Burgui y Salvatierra de Esca en la provincia de Zaragoza (comunidad autónoma de Aragón), al sur con los de Castillo Nuevo y Romanzado y al oeste con el de Urraúl Alto.
La localidad se encuentra a unos 62 km de Pamplona, capital de la comunidad de la comunidad autónoma.
| Noroeste: Gallués   | Norte: Gallués                  | Noreste: Urraúl Alto                    |
| Oeste: Urraúl Alto  |                                 | Este: Burgui                            |
| Suroeste: Romanzado | Sur: Romanzado y Castillo Nuevo | Sureste: Salvatierra de Esca (Zaragoza) |

### Relieve e hidrología

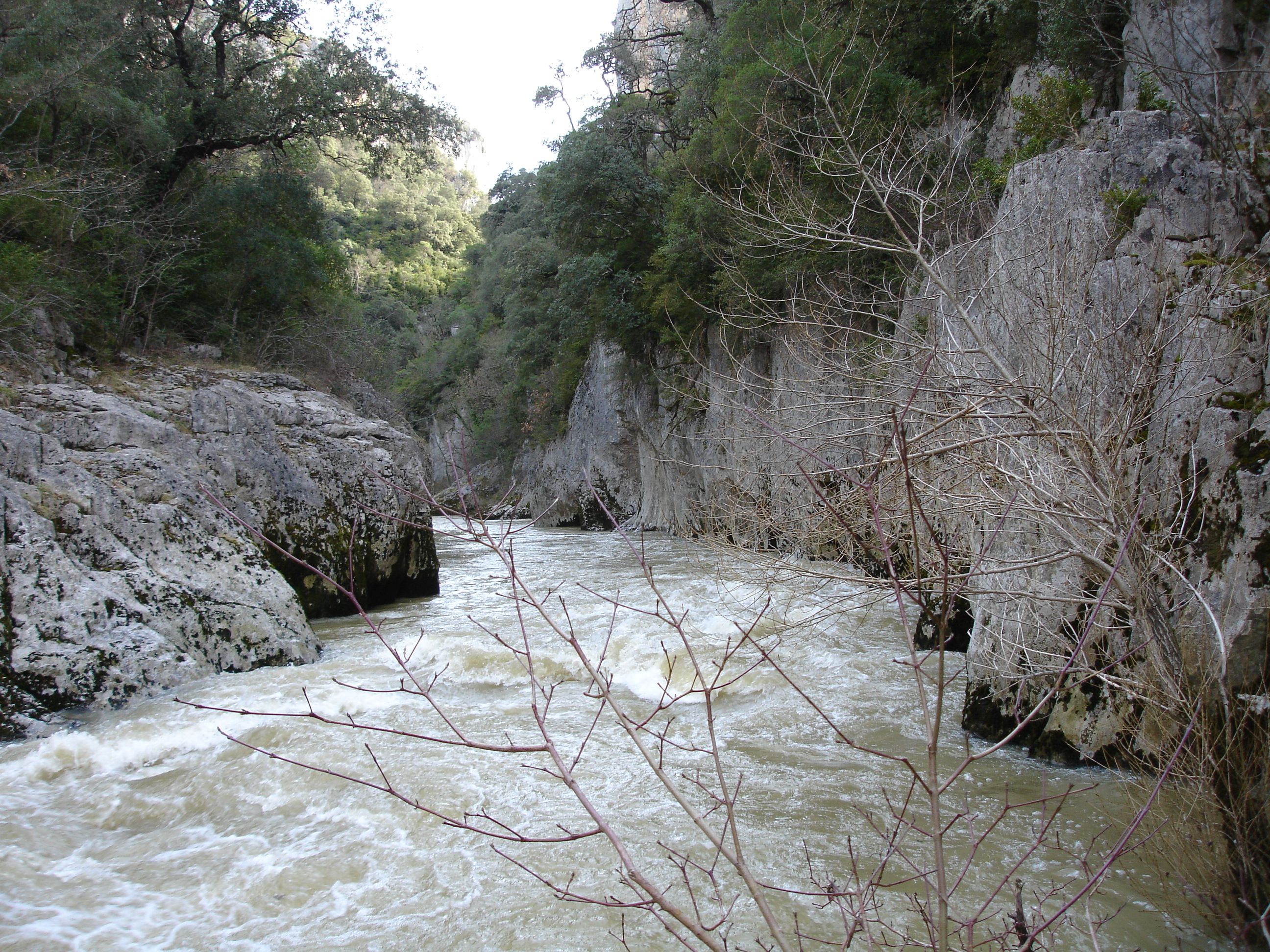
Río Salazar y Foz de Arbayun.

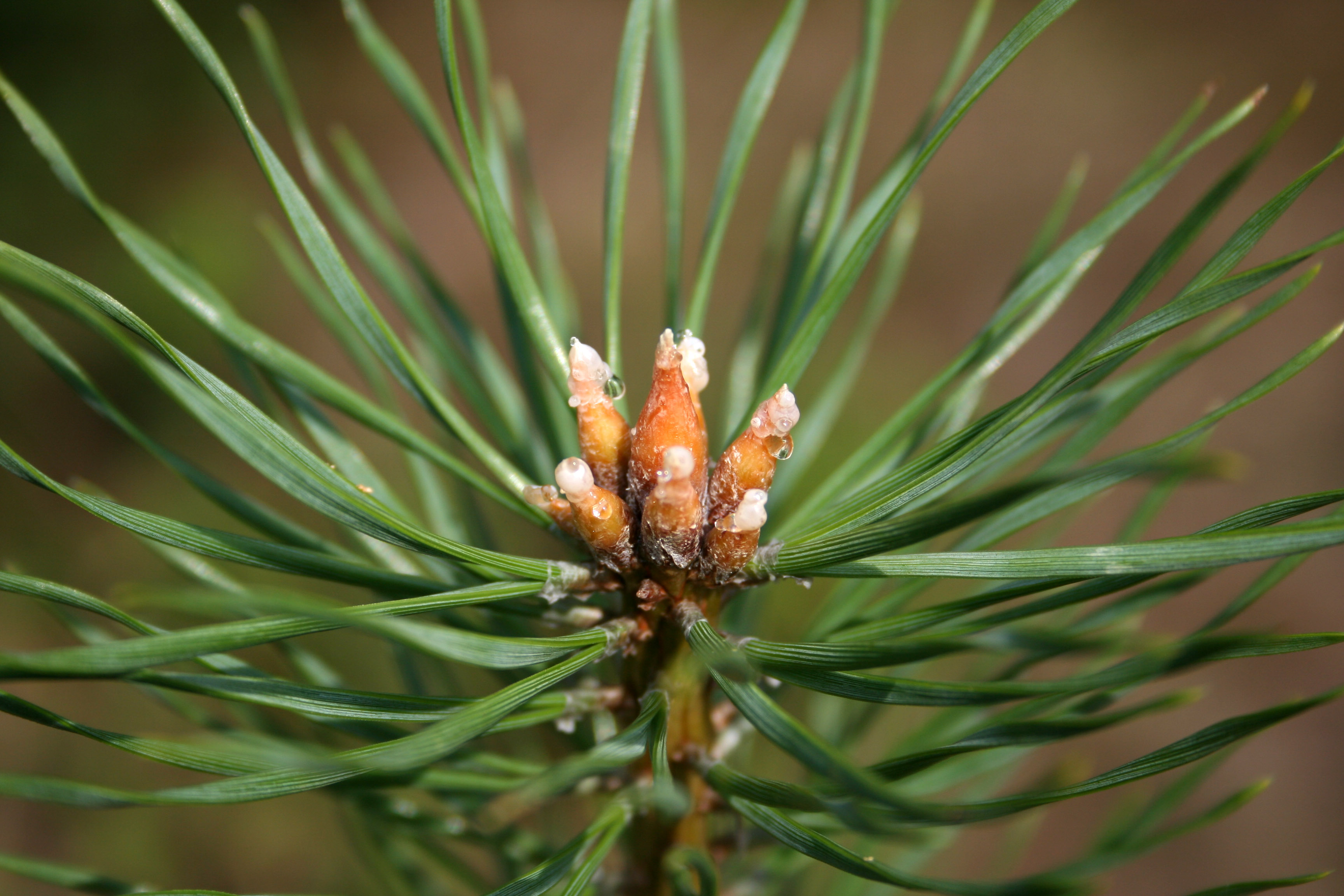
Pino silvestre (Pinus sylvestris).

Dentro de su término se distinguen dos grandes unidades geomorfológicas: al sur una sierra y al norte una meseta ondulada.
La sierra, que marca el límite del municipio de Navascués con los municipios de Castillo Nuevo y Romanzado, los geólogos suelen llamarla de Navascués y está formada por el alto de Idocorry en la parte oeste con una altitud de 1061 m s. n. m. y la sierra de Illón. Dentro de esta última se encuentran los montes San Quirico (1172 m s. n. m.), Las Mondas (1281 m s. n. m.), El Collado (1219 m s. n. m.) y el Alto de Borreguil (1420 m s. n. m.). La sierra es cortada trasversalmente por el río Salazar formando la foz de Aspurz.
La meseta ondulada se extiende en la parte norte del municipio entre los ríos Salazar y Biniés, tiene una altitud media de unos 790 m s. n. m. y se halla colgada entre los valles de ambos ríos.

### Clima
El municipio tiene un clima de tipo submediterráneo, a excepción de algunos puntos de su parte Suroeste que son de tipo subatlántico y las foces y carasoles abrigados, que constituyen enclaves mediterráneos. Su temperatura media anual oscila entre 12° y 9 °C de, las precipitaciones anuales entre 1000 y 1400 mm, produciéndose entre 100 y 120 días lluviosos al año, y la evapotranspiración potencial oscila entre 700 y 650 mm.

### Flora y fauna
El 42,6 % de la superficie forestal arbórea del término municipal está ocupada por pinos silvestres (Pinus sylvestris). En las zonas más húmedas están pobladas de hayas (fagus sylvatica) representando el 22,6 % de la superficie forestal y robles el 0,6 %, y en las foces y carasoles, que climatologicamente son enclaves mediterráneos, encinas carrascas Quercus ilex, ocupando el 3,4 %. Unas 317 ha son de repoblación, compuesta fundamentalmente por pino silvestre que conforma un 20,2 % del total de la superficie forestal, pino negro de Austria (pinus nigra) con un 26,6 % y laricio de Austria (pinus nigra) con un 23,7 %.

## Historia
Muchas comarcas de Navarra que hoy conocemos como valles fueron antiguamente almiradíos o almirantíos (zona que está bajo la responsabilidad de un almirante). En la actualidad el valle formado por Aspurz, Navascués y Ustés es el único que sigue conservando esa denominación y se le conoce como el Almiradío convirtiéndose «en título honorífico y su antigua jurisdicción homologada con la distribución general en municipios». En 1846 se independizó Castillonuevo.

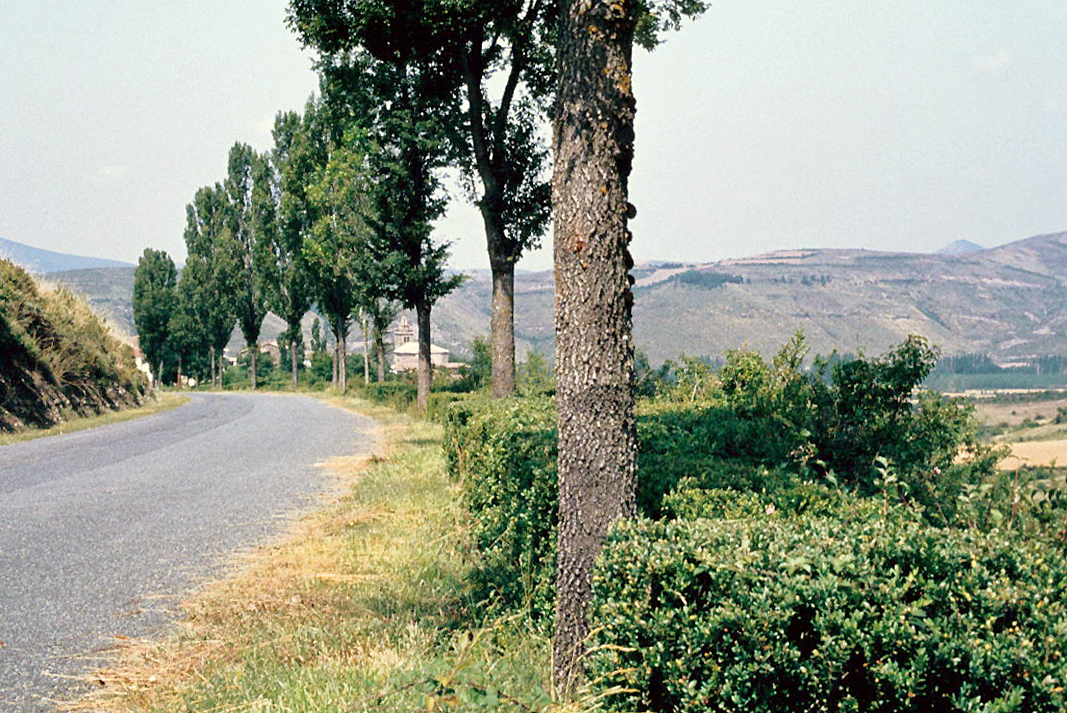
Árboles en Navascués junto a una carretera a comienzos de la década de 1980

Se sabe que el antiguo asentamiento de la localidad estaba situado en torno a la iglesia románica de Santa María del Campo, pero en el año 1185, el rey Sancho VI El Sabio, decidió conceder fuero a aquellos que decidiesen repoblar el cerro donde estaba situada la iglesia de San Cristóbal (antigua población de Sengués) que es el actual emplazamiento.
Esto hace que se aprecie en Navascués un esquema urbanístico organizado con tres calles principales paralelas que unen la parroquia de San Cristóbal y el alto donde existió la torre–fortaleza al final de la calle Mediavilla.
En 1417 otro rey navarro, Carlos III de Navarra, concedió para todos los habitantes de Navascués el privilegio de hidalguía con lo que entre otras cosas no tenían cargas tributarias.

## Demografía
Navascués cuenta con una población de 116 habitantes (INE 2024).
| Gráfica de evolución demográfica de Navascués entre 1842 y 2021 |
| |
| Población de derecho según los censos de población del INE Población de hecho según los censos de población del INEEn estos censos se denominaba Navascués: 1842, 1857, 1860, 1877, 1887, 1897, 1900, 1910, 1920, 1930, 1940, 1950, 1960, 1970, 1981, 1991 y 2001 Entre el censo de 1857 y el anterior, crece el término del municipio porque incorpora a 315019 (Aspurz), 315110 (Ustes) |

### Pirámide de población
Los datos de la pirámide de población de 2010 se pueden resumir así:
- La población menor de 20 años es el 6,59 % del total.
- La comprendida entre 20-40 años es el 17,58 %.
- La comprendida entre 40-60 años es el 34,07 %.
- La mayor de 60 años es el 41,76 %.

### Población por núcleo
El municipio se divide en las siguientes entidades de población, según el nomenclátor de población publicado por el INE (Instituto Nacional de Estadística). Los datos de población se refieren a 2014.
| Entidad de Población | Población (2014) |
| -------------------- | ---------------- |
| Aspurz               | 25               |
| Navascués            | 115              |
| Racas Alto           | 0                |
| Ustés                | 18               |

## Administración y política
Navascués conforma un municipio el cual está gobernado por un ayuntamiento de gestión democrática desde 1979, formado por cinco miembros elegidos en las elecciones municipales según está dispuesto en la Ley Orgánica del Régimen Electoral General. La sede del consistorio está situada en la calle Antonio Aróstegui n.º 5, en la localidad de Navascués.
| Partido político                                            | 2015  | 2015       | 2011  | 2011       | 2007  | 2007       | 2003  | 2003       | 1999  | 1999       | 1995  | 1995       |
| Partido político                                            | %     | Concejales | %     | Concejales | %     | Concejales | %     | Concejales | %     | Concejales | %     | Concejales |
| Agrupación Independiente Almiradio (AIA)                    | 48,18 | 3          | 56,49 | 3          | 47,24 | 2          | 46,34 | 5          | —     | —          | —     | —          |
| Euskal Herria Bildu (EH Bildu)-Bildu                        | 44,55 | 2          | 35,11 | 2          | —     | —          | —     | —          | —     | —          | —     | —          |
| Pialote                                                     | —     | —          | 0,0   | 0          | —     | —          | —     | —          | —     | —          | —     | —          |
| Biscasa                                                     | —     | —          | 0,0   | 0          | —     | —          | —     | —          | —     | —          | —     | —          |
| Eusko Abertzale Ekintza-Acción Nacionalista Vasca (EAE-ANV) | —     | —          | —     | —          | 38,58 | 3          | —     | —          | —     | —          | —     | —          |
| Unión del Pueblo Navarro (UPN)                              | —     | —          | —     | —          | —     | —          | —     | —          | 56,83 | 4          | 52,00 | 4          |
| Euskal Herritarrok (EH)                                     | —     | —          | —     | —          | —     | —          | —     | —          | 33,81 | 1          | —     | —          |
| Herri Batasuna (HB)                                         | —     | —          | —     | —          | —     | —          | —     | —          | —     | —          | 38,67 | 3          |

| Mandato   | Nombre del alcalde           | Partido político |
| --------- | ---------------------------- | ---------------- |
| 1979-1983 |                              |                  |
| 1983-1987 |                              |                  |
| 1987-1991 |                              |                  |
| 1991-1995 |                              |                  |
| 1995-1999 |                              |                  |
| 1999-2003 |                              |                  |
| 2003-2007 | José José Rodrigo Semberoiz  | A.I Almiradío    |
| 2007-2011 | Antonio Iriarte de Vicente   | ANV              |
| 2011-     | Jesús Lázaro Gonzalo Iriarte | A.I Almiradío    |

## Economía

### Sector primario

#### Agricultura
|                                     | Censo agrario 1989 | Censo agrario 1999 | Variación % |
| ----------------------------------- | ------------------ | ------------------ | ----------- |
| Número de Explotaciones             | 168                | 35                 | -79,17      |
| Superficie total (ST)               | 9392               | 9261               | -1,39       |
| Superficie agrícola utilizada (SAU) | 5833               | 4860               | -16,68      |
| Tierras labradas (TL)               | 300                | 304                | 11,33       |
| Herbáceos y barbechos               | 295                | 302                | 2,37        |
| Frutales                            | 5                  | 2                  | -60         |
| Pastos permanentes                  | 5533               | 4556               | -17,66      |

#### Ganadería
|              | Censo agrario 1989 | Censo agrario 1999 | Variación % |
| ------------ | ------------------ | ------------------ | ----------- |
| Bovinos      | 63                 | 425                | 574,6       |
| Ovinos       | 1777               | 2185               | 22,96       |
| Porcinos     | 122                | -                  | -           |
| Aves (miles) | 0,382              | 0,027              | -92,93      |

## Servicios

### Sanidad
Atención primaria
El municipio de Navascués pertenece al Área II de Salud de (Navarra Este) y la zona básica de salud del Valle de Salazar la cual comprende los municipios de: Navascués, Sarriés, Ezcároz, Izalzu, Gallués, Esparza de Salazar, Jaurrieta, Güesa, Oronz y Ochagavía. Esta zona cuenta con un centro de salud situado en la localidad de Ezcároz.
Dentro del municipio existen consultorios en las localidades de Navascués y Aspurz.
Atención hospitalaria
El municipio pertenece al área de Pamplona en donde se cuenta con dos hospitales de nivel terciario situados en Pamplona, un hospital monográfico de ortopedia y rehabilitación situado en la localidad de Elcano, cuatro centros ambulatorios de atención especializada, tres situados en Pamplona y uno en Tafalla, y siete centros de salud mental, situados cinco en Pamplona, uno en Burlada y uno en Tafalla.

### Transportes y comunicaciones

#### Red viaria
| Identificador | Denominación                        | Itinerario                                                   |
| ------------- | ----------------------------------- | ------------------------------------------------------------ |
| NA-178        | Carretera Lumbier-Navascués-Ezcároz | Lumbier (PK 36,94 de NA-150) a Ezcároz (PK 32,15 de NA-140)  |
| NA-214        | Carretera Navascués-Burgui          | Navascués (PK 22,25 de NA-178) a Burgui (PK 15,30 de NA-137) |
| NA-2112       | Carretera de Aspurz                 | PK 17,36 de NA-178 a Aspurz                                  |

#### Transporte interurbano
La compañía de autobuses Conda, tiene una línea que comunica Ochagavía con Pamplona, la cual tiene parada en la localidad de Navascués. La línea en su recorrido tiene paradas en las siguientes localidades:
- Ochagavía - Ezcároz - Oronz - Esparza de Salazar - Sarriés - Güesa - Gallués - Navascués - Lumbier - Artieda - Artajo - Aoiz - Urroz Villa - Linzoáin - Eransus - Ibiricu - Egüés - Huarte - Villava - Burlada y Pamplona

## Patrimonio

### Monumentos religiosos

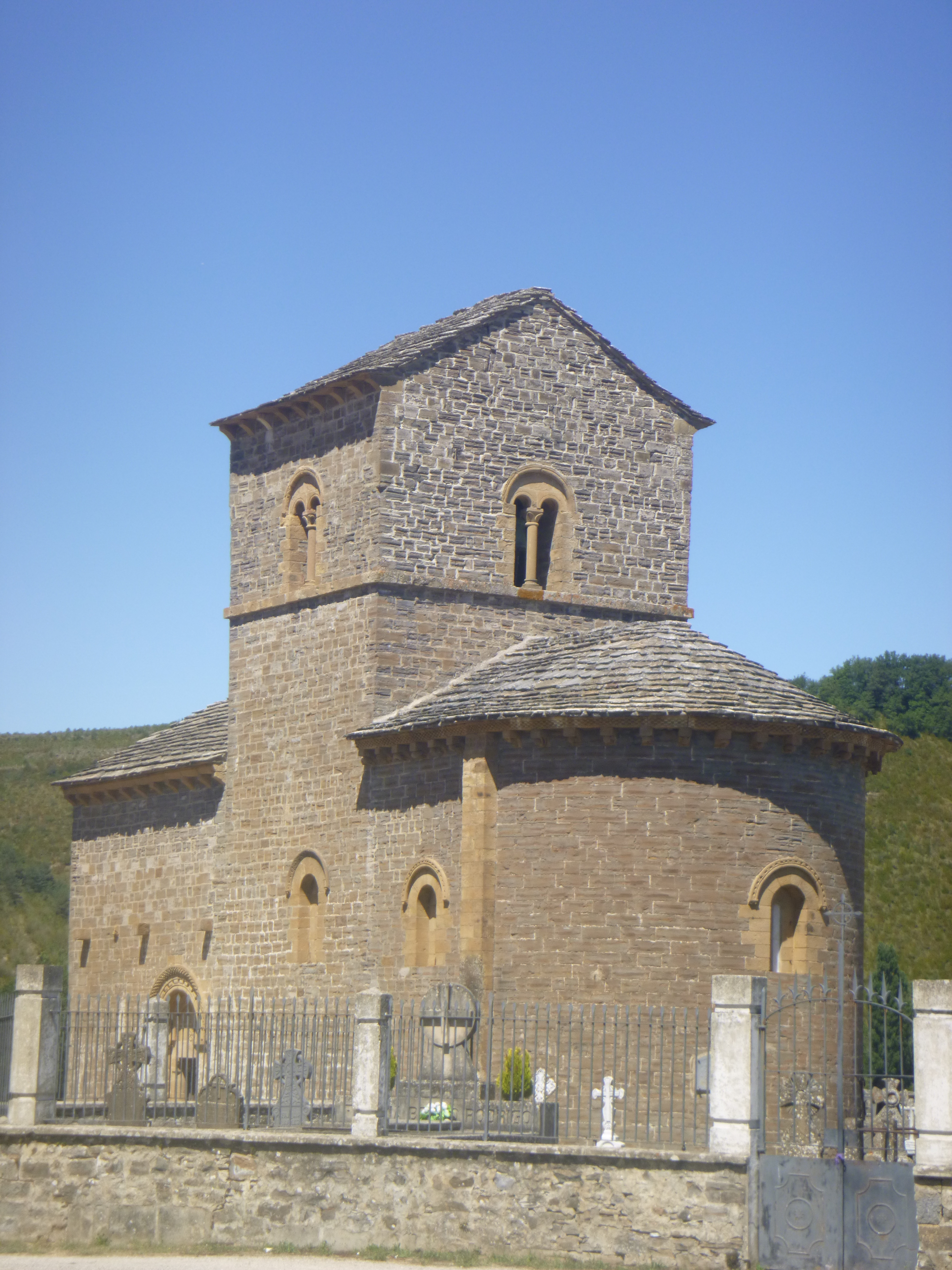
Ermita de Santa María del Campo

- Ermita de Santa María del CampoErmita de Santa María del Campo. Es un edificio de estilo románico del siglo XII formado por una sola nave de tres tramos con bóveda de cañón y cabecera circular. En su parte exterior cuenta con muros de sillería y cubierta formada por losas de piedra. La nueva cubierta sustituyó a la anterior de teja romana cuando el Gobierno de Navarra por un acuerdo con el Concejo de Navascués tomó la responsabilidad de su mantenimiento y al mismo tiempo la rehabilitó y por medio de la Institución Príncipe de Viana se hizo propietario de la ermita quedándose el pueblo con el usufructo y Príncipe de Viana con el mantenimiento. Tiene una gran influencia del románico jacetano, por los ajedrezados. Sus mayores curiosidades son sus canecillos, todos distintos , monstruosos y hay quien dice infernales por representar seres demoniacos, y su ábside, por ser inusual. Está situada junto a la carretera NA-178 a la salida de la localidad de Navascués. Antiguamente fue la parroquia de Navascués, ya que la localidad estaba entonces ubicada junto a la ermita. Posiblemente fuera iglesia parroquial, pero no de Navascués, ya que el pueblo probablemente fue fundado con posterioridad a su finalización por un fuero del rey de Navarra que reunió a los habitantes de distintos lugares, hoy despoblados. Gurzanos_Burzanos, Artesano.... Para una mejor defensa de sus fronteras alrededor de la torre, hoy desaparecida, situada en lo alto del pueblo donde hoy se encuentra el depósito del agua, lugar conocido aún hoy como "TurrumBel". La ermita fue declarada Bien de Interés Cultural por el Gobierno de Navarra.[25] Que hasta que la diócesis navarra empezó su expolio era su propietario por acuerdo con el Concejo de Navascués. No está clara su propiedad en este momento.

- Iglesia parroquial de San Cristóbal. Es un edificio gótico del siglo XV, formado por una sola nave, cuyo crucero y cabecero datan de época moderna. Las sacristías situadas de modo que disimulan o tapan la planta de cruz fueron construidas a expensas de doña Bibiana Zalba a finales del XIX principios del XX con las piedras recogidas de los restos de la torre que se encontraba en lo alto del pueblo en el lugar llamado Turrumbel, según testimonios recogidos por varios autores. La puerta de acceso está formada por un arco abocinado y apuntado formado por arquivoltas que descansan sobre capiteles decorados con motivos vegetales, animales y máscaras. En el tímpano cuenta con unos motivos escultóricos que representan la Santísima Trinidad. De su interior destaca el retablo mayor de estilo barroco además de la sillería de sus paredes con medallones decorados con bustos de estilo plateresco del siglo XVI y un órgano ecléptico de finales del siglo XIX.[25]

- Iglesia de San Saturnino de Ustés. Es un edificio de estilo románico formado por una sola nave de cuatro tramos con bóveda de cañón y ábside semicircular. El edificio cuenta con dos capillas laterales añadidas en el siglo XVI.[25]

### Monumentos civiles
- Palacios: Antiguamente existieron diversos palacios blasonados en las localidades Aspurz, Racas Alto, Navascués y Ustés. Actualmente (2011) el más reconocible de todos ello es el de Ustés, llamado Casa Burdaspal o Casa Portal el cual se encuentra en un estado ruinoso.[25]
- Yacimientos arqueológicos: En la sierra de Illón se encuentran una importante concentración de restos megalíticos. En esta zona se ha llevado a cabo una importante exploración arqueológica llevada a cabo por el Instituto Príncipe de Viana desde el año 1954. Los restos hallados más antiguos de corresponden al último periodo del Neolítico. Los principales yacimientos se encuentran en las cuevas de los Moros, de Valdesoto y Ososki.[25]